# Osvaldo Catena
Osvaldo Catena, (Mariano Saavedra, Santa Fe, 13 de abril de 1920 -  29 de noviembre de 1986), fue un sacerdote argentino, conocido por ser el creador de la letra de la Misa Criolla interpretada por Ariel Ramírez.

## Trayectoria
Fue hijo de padres humildes, nacido en la localidad santafesina de Mariano Saavedra. Sus padres se llamaban Enriqueta y Serafín Catena. En su infancia ayudó a sus padres en la panadería propiedad de su padre hasta que este después de 30 años de trabajo decidió venderla. Se mudaron a San Vicente y se instalaron en una chacra a 5 km del pueblo por falta de viviendas en la ciudad. Una vez finalizado sus estudios primarios, y tras rechazar una propuesta de su maestro de enseñar en los grados inferiores en premio a su conducta intachable, ingresó en el Seminario, gracias al ofrecimiento del padre Rotta del establecimiento privado donde asistía Osvaldo de costear su carrera, con la edad de 13 años. Previamente se preparó con el maestro Pío Bautista Massera durante dos años.
Y además usando un violín regalo de su padre conforma una orquesta sinfónica y además aprende a tocar la quena y el armonio. Esta actividad encamina su actividad en el Seminario hacia la música sagrada y litúrgica. Además durante las vacaciones tocaba en la iglesia del pueblo y además estudiaba música.
Se recuerda que cuando regresaba de visita a San Vicente siempre salía a la calle en sotana, no se la quería sacar nunca.
Durante sus tiempos de seminarista, la familia aprovechaba la Fiesta de Guadalupe para visitarlo, aprovechando la ocasión para realizar un pícnic y calmar la ansiedad de su madre por verlo. Solamente su hijo iba a verla 15 o 20 días por año. Cada viaje a Santa Fe se preparaba con mucho tiempo de anticipación lo que le causaba a la madre mucha emoción.
Al principio de su carrera sacerdotal era muy estricto, cuando llegaba de visita a su hogar no quería que sus hermanas salieran a bailar pero con el paso del tiempo cambio de opinión y deseaba que todos se divirtieran, incluso en una fiesta popular donde había músicos con órganos electrónicos, Catena solicitó autorización y se puso a tocar música para que todos pudieran bailar. Por todas estas acciones de brindar alegría sus allegados le pusieron el ápodo de "Osvaldo Armando Bochinche".
Cuando tenía 23 años fue ordenado Presbítero y fue elegido para colaborar en el Concilio Vaticano II como experto en Liturgia, además en ese entonces era capellán del colegio del Calvario donde se distinguía por regalar toda la ropa y el dinero que poseía. Su gusto por la música y la liturgia, que estudió con toda seriedad, lo llevan a editar y publicar dos ediciones musicalizadas del libro de los salmos, de las cuales la última -72 Salmos para cantar- sigue en uso en distintas parroquias y diócesis de habla hispana.
Además de su labor pastoral, ocupó un lugar destacado para la música en la ciudad, donde ejerció el cargo de director del Instituto Superior de Música, dependiente de la Universidad nacional del Litoral. En el año 1967 publicó bajo el sello Ricordi de Buenos Aires sus "60 Cánones para grandes y chicos."
En consonancia con su compromiso con los más pobres y con su pertenencia al Movimiento de Sacerdotes para el Tercer Mundo, es destinado a vivir en lo que posteriormente sería Villa del Parque, Santa Fe, donde hay una calle que lo recuerda con su nombre. Más precisamente el 4 de mayo de 1968, llega con una sotana y una valija en la mano y se instala en un rancho de barro y techo de cartón.
Durante el gobierno militar de 1968 el sacerdote tuvo algunos problemas, en 1970 tuvo una manifestación cuestionando el loteo del barrio y en 1971 fue detenido junto a otros 46 religiosos durante 3 días, los encerraron en un camión jaula.
Luego del golpe de Estado del año 1976 se traslada a Benito Juárez, provincia de Buenos Aires, donde fue párroco hasta su muerte, en el año 1986. Durante esos años siguió alentando la renovación litúrgica que se seguía produciendo como efecto del Concilio Vaticano II. Fundó, para tal fin, el Grupo Pueblo de Dios, con el que editó y grabó numerosas piezas musicales para la liturgia cristiana.

### La Misa Criolla
El músico Ariel Ramírez estaba componiendo la Misa Criolla en los primeros años de la década de 1960 y le solicitó ayuda a Catena quien se había encargado de traducir textos del latín al castellano junto a los también sacerdotes Alejandro Mayol y Jesús Segade, posteriormente dirigió la grabación original junto a Ariel Ramírez en piano, Jaime Torres en charango y Domingo Cura en percusión, la participación del grupo coral de la Parroquia de Nuestra Señora del Socorro con las voces de Los Fronterizos, en ese momento compuesto por Gerardo López, César Isella, Eduardo Madeo y Juan Carlos Moreno.